# Gilles Gaston-Dreyfus
Gilles Gaston-Dreyfus, né le 23 janvier 1957 à Neuilly-sur-Seine, est un acteur et un auteur français.

## Biographie
Il était l'un des intervenants réguliers du Centre de visionnage sur Canal+, aux côtés d'Édouard Baer. Au cinéma, on le retrouve souvent dans des rôles d'excentriques, tel le proviseur amateur de poissons rouges dans Hellphone. Il retrouve Édouard Baer au cinéma (La Bostella, Akoibon) et est un fidèle d'Albert Dupontel qui le dirige régulièrement dans ses films (Enfermés dehors, 9 mois ferme, Au revoir là-haut). À la télévision, il interprète Dumont, le collègue de Renaud Lepic dans la série Fais pas ci, fais pas ça.
Au théâtre, il a créé plusieurs spectacles au théâtre du Rond-Point dont Mon ami, Louis en 2013, Couple en 2016 ou Veillée de famille en 2019.
Il fait partie de la compagnie théâtrale le Zerep dirigée par Sophie Perez.
Il est marié avec Florence Ben Sadoun.

## Filmographie

### Cinéma
Sauf indication contraire, les informations mentionnées dans cette section peuvent être confirmées par la base de données cinématographiques IMDb,  présente dans la section « Liens externes ».
- 1983 : La Fiancée qui venait du froid de Charles Nemes
- 1985 : Escalier C de Jean-Charles Tacchella
- 1986 : Lévy et Goliath de Gérard Oury
- 1987 : Le Moustachu de Dominique Chaussois
- 1988 : Bernadette de Jean Delannoy
- 1988 : L'Étudiante de Claude Pinoteau
- 1988 : La Travestie de Yves Boisset
- 1988 : Envoyez les violons de Roger Andrieux
- 1988 : Les cigognes n'en font qu'à leur tête de Didier Kaminka
- 1989 : Radio Corbeau de Yves Boisset
- 1990 : Le Dénommé de Jean-Claude Dague
- 1991 : La Tribu de Yves Boisset
- 1991 : La Double Vie de Véronique de Krzysztof Kieślowski
- 1992 : La Gamine de Hervé Palud
- 1992 : La Fille de l'air de Maroun Bagdadi
- 1993 : Mauvais garçon de Jacques Bral
- 1994 : Neuf mois de Patrick Braoudé
- 2000 : La Bostella d'Édouard Baer
- 2000 : Sur un air d'autoroute de Thierry Boscheron
- 2000 : Les Frères Sœur de Frédéric Jardin
- 2001 : Laissez-passer de Bertrand Tavernier
- 2002 : Monique : toujours contente de Valérie Guignabodet
- 2003 : Le Convoyeur de Nicolas Boukhrief
- 2003 : Mariages ! de Valérie Guignabodet
- 2004 : Holy Lola de Bertrand Tavernier
- 2004 : Akoibon d'Édouard Baer
- 2004 : La Maison de Nina de Richard Dembo
- 2005 : Incontrôlable de Raffy Shart
- 2005 : Enfermés dehors de Albert Dupontel
- 2005 : Poltergay d'Éric Lavaine
- 2006 : Une grande année de Ridley Scott
- 2006 : Danse avec lui de Valérie Guignabodet
- 2006 : Hellphone de James Huth
- 2006 : Je pense à vous de Pascal Bonitzer
- 2006 : Les Vacances de Mr Bean de Steve Bendelack
- 2007 : Cherche fiancé tous frais payés de Aline Issermann
- 2007 : Cortex de Nicolas Boukhrief
- 2008 : Hello Goodbye de Graham Guit
- 2008 : Les Dents de la nuit de Vincent Lobelle
- 2009 : Les vieux sont nerveux de Thierry Boscheron
- 2010 : Une exécution ordinaire de Marc Dugain
- 2010 : Gardiens de l'ordre, de Nicolas Boukhrief
- 2010 : Divorces de Valérie Guignabodet
- 2012 : Astérix et Obélix : Au service de Sa Majesté de Laurent Tirard
- 2013 : Le Grand Méchant Loup de Nicolas et Bruno
- 2013 : Tirez la langue, mademoiselle d'Axelle Ropert
- 2013 : 9 mois ferme d'Albert Dupontel
- 2015 : Arnaud fait son deuxième film d'Arnaud Viard
- 2016 : Parenthèse de Bernard Tanguy
- 2017 : Au revoir là-haut d'Albert Dupontel
- 2019 : La Sainte famille de Louis-Do de Lencquesaing
- 2021 : The French Dispatch de Wes Anderson
- 2023 : Second Tour d'Albert Dupontel
- 2024 : Les Arènes de Camille Perton

### Télévision
- 1984 : Deux filles sur un banc de Alain Ferrari
- 1986 : À nous les beaux dimanches de Robert Mazoyer
- 1986 : La Dames des dunes de Joyce Bunuel
- 1987 : Marie Pervenche (épisode La dernière patrouille)
- 1988 : La Belle Anglaise de Jacques Besnard
- 1988 : Palace (1 épisode)
- 1989 : Un comte des deux villes de Philippe Monnier
- 1990 : Imogène (épisode Notre Imogène)
- 1991 : Strangers dans la nuit de Sylvain Madigan
- 1991 : Navarro (épisode Mort clinique)
- 1991 : C'est quoi ce petit boulot? de Michel Berny
- 1991 : Aldo tous risques (épisodes La Guigne et Mascarade)
- 1993 : L'Affaire Seznec d'Yves Boisset
- 1993 : Charlemagne, le prince à cheval de Clive Donner
- 1994 : Couchettes express de Luc Béraud
- 1995 : Le juge est une femme (épisode Dérive mortelle)
- 1995 : Le Retour d'Arsène Lupin (épisode La robe de diamants)
- 1996 : Maigret (épisode Maigret a peur)
- 1997 : Une leçon particulière de Yves Boisset
- 1997 : Une femme en blanc de Aline Issermann
- 1997 : Navarro (épisode Le parfum du danger)
- 1997 : Un et un font six (épisodes Ça passe ou ça casse et Crise de confiance)
- 1998 : Venise est une femme de Jean-Pierre Vergne
- 2000 : Marc Eliot (épisode Ces flics qu'on dit sauvages)
- 2001 : Thérèse et Léon de Claude Goretta
- 2002 : La mort est rousse de Christian Faure
- 2002 : La Kiné (épisode Double drame)
- 2003 : Kelif et Deutsch à la recherche d'un emploi (guest)
- 2003 : Louis Page (épisode Un enfant en danger)
- 2006 : Sartre, l'âge des passions de Claude Goretta
- 2008 : Central Nuit (épisode Comme des sœurs)
- 2009 : Les Bleus, premiers pas dans la police (épisode Chambre avec vue)
- 2009 : Machination (court-métrage) d'Arnaud Demanche
- 2010 - 2017 : Fais pas ci, fais pas ça (à partir de la saison 3)
- 2012 : Trafics (épisode L'affaire Sikelec)
- 2012 : La Loi de mon pays de Dominique Ladoge
- 2013 : Kaboul Kitchen (saison 2)
- 2023 : Louis 28 : Saint Avit

## Théâtre
- 1987 : L'Éloignement de Loleh Bellon, mise en scène Bernard Murat, Théâtre de la Gaîté-Montparnasse
- 1992 : Macbett d'Eugène Ionesco, mise en scène Jorge Lavelli, Théâtre national de la Colline
- 1993 : Macbett d'Eugène Ionesco, mise en scène Jorge Lavelli, Théâtre de Nice, Théâtre des Célestins
- 1996 : Démons de Lars Norén, mise en scène Gérard Desarthe, Théâtre de Nice
- 1998 : Woyzeck de Georg Büchner, mise en scène André Engel, Théâtre de Gennevilliers
- 2000 : Quatorze isbas rouges d'Andreï Platonov, mise en scène Christophe Perton, Théâtre national de la Colline
- 2002: Turcaret d'Alain-René Lesage, mise en scène Gérard Desarthe, Maison de la Culture de Loire-Atlantique Nantes, MC93 Bobigny, Théâtre des Célestins, Théâtre du Nord
- 2004 : Les Bonniches de Daniel Besse, mise en scène Alain Sachs, Théâtre Hébertot
- 2009 : L'Éloignement de Loleh Bellon, mise en scène Bernard Murat, Théâtre Édouard VII
- 2010 : Stand-Up de Gérald Sibleyras, mise en scène Jean-Luc Moreau, Théâtre Tristan-Bernard
- 2011 : Oncle Gourdin conception et mise en scène Sophie Perez, Xavier Boussiron, Théâtre du Rond-Point
- 2012 - 2013 : Comme s'il en pleuvait, de Sébastien Thiéry, mise en scène Bernard Murat, Théâtre Edouard VII
- 2013 : Mon ami, Louis de  Gilles Gaston-Dreyfus, mise en scène Gilles Gaston-Dreyfus et Nicolas Boukhrief, Théâtre du Rond-Point
- 2013 : Enjambe Charles et Prélude à l'agonie de et mise en scène Sophie Perez, Xavier Boussiron, Théâtre du Rond-Point
- 2015 : Perrichon voyage toujours de Gérald Sibleyras d'après Eugène Labiche, mise en scène Philippe Uchan, Théâtre La Bruyère
- 2016 : Couple de  Gilles Gaston-Dreyfus, mise en scène Gilles Gaston-Dreyfus, Théâtre du Rond-Point puis théâtre Edouard VII
- 2017 : La Baignoire de velours et Babarman, mon cirque pour un Royaume de Sophie Perez et Xavier Boussiron, théâtre du Rond-Point
- 2019 : Veillée de famille de Gilles Gaston-Dreyfus, mise en scène Gilles Gaston-Dreyfus, Théâtre du Rond-Point, Purge Baby Purge et Les Chauves souris du Volcan de et mise en scène Sophie Perez, Xavier Boussiron, Théâtre Nanterre-Amandiers
- 2020 : Kadoc de Rémi De Vos, mise en scène Jean-Michel Ribes, théâtre du Rond-Point
- 2021 : Brèves de comptoir, tournée générale ! de Jean-Marie Gourio, mise en scène Jean-Michel Ribes, théâtre de l'Atelier
- 2023 : À la vie à la mort de et mise en scène Gilles Gaston-Dreyfus, théâtre du Rond-Point
- 2023 - 2024 : La Vengeance est un plat, d'après Titus Andronicus de William Shakespeare, mise en scène Sophie Perez, MC93 Bobigny et Théâtre de l'Athénée Louis-Jouvet
- 2024 : Projection privée de Rémi De Vos, mise en scène Jean-Michel Ribes, Théâtre du Petit-Saint-Martin
- 2025 : Cyrano de Bergerac d'Edmond Rostand, mise en scène Anne Kessler, théâtre Antoine - Simone-Berriau